# Chroniken der Unterwelt
Chroniken der Unterwelt (The Mortal Instruments) ist eine Romanreihe von Cassandra Clare. Sie umfasst die Bücher: City of Bones, City of Ashes, City of Glass, City of Fallen Angels, City of Lost Souls und City of Heavenly Fire. Sie wurde von der Serie Supernatural inspiriert.
Eine weitere Reihe, Chroniken der Schattenjäger (The Infernal Devices), spielt im selben Universum, ist aber zeitlich davor, im Viktorianischen Zeitalter angesiedelt. Sie umfasst die Bücher The Clockwork Angel, The Clockwork Prince und The Clockwork Princess. Außerdem erschien 2016 The Dark Artifices, welcher in den Folgejahren von Chroniken der Unterwelt spielt und 2021 die Trilogie The Last Hours, welche zeitlich zwischen Chroniken der Schattenjäger und Chroniken der Unterwelt liegt, erscheinen.

## Handlung
In den Büchern geht es um Clary Fray, ein Mädchen, das von seiner alleinerziehenden Mutter in Brooklyn aufgezogen wird. Ihr Vater, glaubt sie, sei der Soldat Jonathan Clark, der bereits vor ihrer Geburt starb.
Als ihre Mutter Jocelyn jedoch plötzlich verschwindet und sie in ihrer Wohnung von einem seltsamen Monster angegriffen wird, erfährt sie, dass sie Schattenjäger-Blut in sich trägt und Jonathan Clark nicht ihr Vater ist. Gemeinsam mit den anderen Schattenjägern Jace, Alec und Isabelle Lightwood sowie ihrem besten Freund Simon Lewis und anderen Gefährten, wie beispielsweise dem Hexenmeister Magnus Bane, versucht sie, den Kelch der Engel vor Valentin zu finden, denn dieser plant schreckliche Dinge. Clary lernt außerdem noch, dass es Werwölfe, Elfen, Elben, Vampire, Nymphen und Satyre gibt und diese Schattenweltler/-wesen genannt werden. Die Schattenjäger und die Schattenweltler/-wesen leben nach dem „Abkommen“, das beide Seiten gemeinsam erstellt haben.
Im ersten Band lernt die 15-jährige Clary (eine Abkürzung von Clarissa-Adele) Jace (eine Abkürzung von Jonathan Christopher) kennen und mit ihm eine ihr völlig unbekannte Welt. Im Laufe des Buches stellt sich heraus, dass sie eine Schattenjägerin ist. Ihre Mutter wurde von Dämonen überfallen und versetzte sich in einen todesähnlichen Schlaf, aus dem sie während der Handlung des ersten Buches noch nicht wieder aufwacht. Gemeinsam mit Jace und den Anderen will sie herausfinden, wie sich ihre Mutter wieder aufwecken lässt. Am Ende des ersten Buchs entdecken die Hauptpersonen, dass Jace und Clary, welche sich im Laufe der Handlung ineinander verlieben, die gemeinsamen Kinder von Valentin Morgenstern und Jocelyn Fairchild und somit direkte Geschwister sind. Valentin entwendet ihnen den Engelskelch.
Im zweiten Band verwandelt sich Simon in einen Vampir, der anschließend gerettet werden muss, weil er und andere Schattenweltlerkinder von Valentin entführt wurden. Außerdem steht Jace unter Verdacht, seines Vaters Spion zu sein, weshalb ihn die Inquisition für eine Nacht in die City of Bones einsperrt. In dieser Nacht schafft es Valentin, Mellartach, das Schwert der Seelen, an sich zu nehmen, welches er nun mit Dämonenkräften versehen möchte. Es kommt später zu einer Schlacht auf Valentins Jacht zwischen Dämonen und Schattenjägern, wobei Clarys Gabe, neue Runen zu erschaffen, ihnen hilft, die Jacht zu zerstören. Nun braucht Valentin nur noch den Spiegel, doch dieser kam bisher nur in Legenden vor, weshalb es Valentins Kindern und ihren Freunden unwahrscheinlich scheint, dass er ihn findet.
Im dritten Band der Unterwelt ergibt sich, dass Jace doch nicht Clarys leiblicher Bruder ist, sondern nur ihr Adoptivbruder, und dass er kein Dämonenblut in sich trägt wie ihr leiblicher Bruder. Jace heißt jetzt Jonathan Herondale, sein Vater Stephen Herondale kam um, sowie seine Mutter Celine Herondale und der Großmutter Inquisition. Die einzig lebende Herondale ist Amatis, die Schwester von Lucian Graymark. Valentin findet heraus, dass der Spiegel, auf dessen Suche er sich befindet, der Lyn-See in Idris ist, dem Heimatland der Schattenjäger. Er sorgt dafür, dass sich möglichst viele Schattenjäger in Idris befinden, wenn er die Hauptstadt Alicante mit mehr als tausend Dämonen angreift. Unterstützung bekommt er von seinem leiblichen Sohn Jonathan Christopher, einem Halbdämon, der es möglich macht, dass die Dämonen überhaupt erst in Idris eindringen können. Jonathan Christophers Vater lässt ihn allein, doch was er nicht weiß, ist, dass Jace sich mit im Raum befand. Die beiden Brüder duellieren sich daraufhin. Jace gewinnt den Kampf und geht zum Lyn-See, wo Valentin den Engel Raziel heraufbeschwört. An seiner Seite befindet sich Clary, deren Blut er braucht, um den Engel heraufzubeschwören. Valentin tötet Jace. Er fordert von dem Engel dessen Blut, um eine neue Generation besserer Schattenjäger kreieren zu können. Der Engel tötet Valentin und bietet Clary an, ihr einen Wunsch zu erfüllen, sie wünscht sich Jace zurück, was sie von dem Engel auch bekommt. Clary und Jace kommen zusammen.
Im vierten Band kämpfen Clary, Jace und Simon gegen die Dämonin Lilith, die Besitz von Jace ergriffen hat und dadurch, dass er kurz tot war und dann ohne Schutzzauber wieder ins Leben gerufen wurde, ihn an Clarys leiblichen Bruder binden konnte, sodass beim Ableben eines der beiden der andere ihm unweigerlich in den Tod folgt. Sie schaffen es, Lilith zwischen mehreren Welten zu zerstreuen, sodass es Jahrhunderte dauern wird, bis sie sich wieder zusammensetzen kann.
Im fünften Band wird Jace von seinem Bruder entführt, dieser möchte mit Clary (sie ist freiwillig mitgekommen, um herauszufinden, was mit Jace nicht stimmt) und Jace an seiner Seite eine neue Sorte besserer Schattenjäger heraufbeschwören, nur dass diese dann nicht an irgendwelche Engel gebunden sein werden, sondern an die Dämonin Lilith, und das auch nur bedingt. Simon, Isabelle, Alec und Magnus Bane tüfteln währenddessen an einem Gegenstand, mit dem sie Jace und Sebastian (so nennt sich Jonathan Christopher jetzt, weil er den Namen, den Jocelyn und Valentin für ihn ausgesucht haben, für unpassend hält, da ihn seine Eltern beide betrogen haben) wieder voneinander trennen können. Sie beschwören einen Engel herauf, der ihnen das Schwert Glorius übergibt. Das Problem ist, dass Jace nun himmlisches Feuer in sich trägt und alle, die ihn berühren, Brandwunden erleiden. Sebastian kann fliehen und will, wie er Jace und Clary zuvor mitteilte, eine Armee dunkler Schattenjäger erschaffen.
Im sechsten und finalen Band der Romanreihe erklärt Sebastian den Schattenjägern offiziell den Krieg. Er überfällt Institute, um Schattenjäger mithilfe seines Höllenkelches in dunkle Schattenjäger zu verwandeln, wodurch diese ihm treu ergeben werden und ihm helfen seine finsteren Pläne durchzusetzen. Clary, Jace, Isabelle, Alec und Simon folgen Sebastian nach Edom, damit sie ihn von der Zerstörung der Welt abhalten können. Trotz Sebastians dämonischer Kräfte, welche ihn unverwundbar machen, kann er seine Schwester nicht davon überzeugen, mit ihm über die Dimensionen zu herrschen. Stattdessen wird er von dem als Waffe genutzten himmlischen Feuer, welches das Böse in einem Wesen vernichtet, getötet. Somit kann Clary mit ihren Freunden die Vernichtung der gesamten Schattenwelt verhindern.

## Charaktere
- Clarissa „Clary“ Adele Fray/Fairchild ist die Schwester von Jonathan Morgenstern und Tochter von Valentin Morgenstern und Jocelyn Fairchild. Um Clary zu schützen, ändert Jocelyn ihren Nachnamen in Fray, um sich von der Schattenwelt fernzuhalten. Clary hat lange und lockige rote Haare, Sommersprossen und leuchtend grüne Augen. Sie ist sehr klein.
- Jonathan Christopher „Jace“ Herondale (auch Wayland, Morgenstern und Lightwood genannt) wird als groß und muskulös beschrieben, mit Narben auf seiner goldenen Haut von verblassten magischen Symbolen, die Runen genannt werden. Er hat lockiges goldenes Haar und goldene Augen und ist, wie Clary, ein Schattenjäger. Jace gehört zu den besten Kämpfern Nephilims, da Izzy erklärt hat, dass er mehr Dämonen getötet hat, als jeder andere in seinem Alter und seine Familie gerne verteidigt. Jace ist oft kokett und unsensibel und wird als Projektion einer falschen Arroganz beschrieben, aufgrund einer Unsicherheit, dass er nicht gut genug ist.
- Simon Lewis ist ein großer, dünner Junge mit einem Mopp aus lockigem braunem Haar, braunen Augen und einer Brille. Er trägt oft T-Shirts mit Gamer-Slogans. In City of Lost Souls beschreibt sich Simon als „Hipster“, aber seine beste Freundin Clary bezeichnet ihn als „Nerd“. Simon ist der einzige Charakter, der sein Leben als gewöhnlicher Mensch beginnt, aber in City of Ashes zu einem Vampir wird. Dadurch wird er nie altern und körperlich 16 Jahre alt bleiben.
- Isabelle „Izzy“ Sophia Lightwood ist eine sechzehnjährige Schattenjägerin, die als groß, dünn und schön beschrieben wird. Sie hat lange schwarze Haare und schwarze Augen und trägt oft ihre charakteristische goldene Elektrumpeitsche, wie in City of Bones gezeigt, wo Izzy einen Gestaltwandler anzog, der blauhaarige Dämonen im Pandemonium. Isabelle wird beschrieben als unglaublich mädchenhaft, aber mit einer heftigen Einstellung. Sie wirkt oft kokett und kann keine ernsthafte Beziehung führen, bis sie sich für Simon Lewis interessiert.
- Alexander „Alec“ Gideon Lightwood ist der älteste der Lightwood-Geschwister. Er ist ein Schattenjäger mit schlaffen schwarzen Haaren und blauen Augen. Er wird als still, aber beschützend für seine jüngeren Geschwister beschrieben: Isabelle und Max, von denen letzterer in City of Glass stirbt.
- Magnus Bane ist der selbstbeschriebene, freilaufende bisexuelle High Warlock von Brooklyn. Magnus ist ein etwa 400 Jahre alter Hexenmeister, der 19 Jahre alt zu sein scheint. Er ist groß und dünn mit tiefschwarzen Haaren und bernsteinfarbenen und grünen Katzenaugen.
- Lucian „Luke“ Garroway/Graymark ist ein ehemaliger Schattenjäger und ehemaliger stellvertretender Kommandant des Kreises. Seine Verlobte ist Jocelyn Fairchild und er ist Clarys Stiefvater. Er wird als ruhig, besonnen und rechtschaffen beschrieben. Er ist ein Werwolf und nach einem Machtwechsel der Anführer des örtlichen Werwolfrudels.
- Jocelyn Fray/Fairchild ist ein Schattenjäger, ein ehemaliges Mitglied des Kreises und die Mutter von Clary und Jonathan Christopher Morgenstern. Sie war einst mit Valentine verheiratet, aber nach der Geburt ihres ersten Kindes, Jonathan, erfuhr sie, dass Valentine Dämonenblut in ihre Nahrung mischte und Jonathan so zu einem Monster machte.
- Jonathan Christopher (Sebastian) Morgenstern ist Clarys Bruder. Wie sie ist er ein Schattenjäger, aber er wurde mit Dämonenblut in seinen Adern geboren. Es wurde ihm von seinem Vater Valentine verabreicht, während seine Mutter, Jocelyn, schwanger war. Jonathan wird beschrieben mit pechschwarzen Augen ohne Weiß (als Baby, aber wenn er älter ist, sind sie innen einfach schwarz), einem scharf abgewinkelten Gesicht und blonden, fast weißen Haaren.

## Bücher

### Chroniken der Unterwelt
| Band | Titel                 | Erscheinungs- jahr | Erscheinungs- jahr (DE) |
| ---- | --------------------- | ------------------ | ----------------------- |
| 1    | City of Bones         | 27. Mär. 2007      | 1. Jan. 2008            |
| 2    | City of Ashes         | 25. Mär. 2008      | 1. Jun. 2008            |
| 3    | City of Glass         | 23. Mär. 2009      | 1. Aug. 2009            |
| 4    | City of Fallen Angels | 5. Apr. 2011       | 1. Dez. 2011            |
| 5    | City of Lost Souls    | 8. Mai 2012        | 20. Feb. 2013           |
| 6    | City of Heavenly Fire | 27. Mai 2014       | 30. Jan. 2015           |

### Chroniken der Schattenjäger
| Band | Titel              | Erscheinungs- jahr | Erscheinungs- jahr (DE) |
| ---- | ------------------ | ------------------ | ----------------------- |
| 1    | Clockwork Angel    | 31. Aug. 2010      | 1. Feb. 2011            |
| 2    | Clockwork Prince   | 6. Dez. 2011       | 1. Jul. 2012            |
| 3    | Clockwork Princess | 19. Mär. 2013      | 6. Sep. 2013            |

### Die Dunklen Mächte
| Band | Titel                         | Erscheinungs- jahr | Erscheinungs- jahr (DE) |
| ---- | ----------------------------- | ------------------ | ----------------------- |
| 1    | Lady Midnight                 | 8. Mär. 2016       | 17. Mai 2016            |
| 2    | Lord of Shadows               | 23. Mai 2017       | 9. Okt. 2017            |
| 3    | The Queen of Air and Darkness | 4. Dezember 2018   | 24. Juni 2019           |

### The Last Hours
| Band | Titel           | Erscheinungs- jahr | Erscheinungs- jahr (DE) |
| ---- | --------------- | ------------------ | ----------------------- |
| 1    | Chain of Gold   | 3. März 2020       | 18. Oktober 2021        |
| 2    | Chain of Iron   | 2. März 2021       | 19. Oktober 2022        |
| 3    | Chain of Thorns | 31. Januar 2023    | 3. Mai 2023             |

### Sonderbände
| Band | Titel                                            | Originaltitel                       | Erscheinungs- jahr            | Erscheinungs- jahr (DE)       |
| ---- | ------------------------------------------------ | ----------------------------------- | ----------------------------- | ----------------------------- |
| 1    | Die Chroniken des Magnus Bane                    | The Bane Chronicles                 | 16. Apr. 2013 – 18. Mär. 2014 | 23. Apr. 2013 – 22. Apr. 2014 |
| 2    | Der Schattenjäger-Codex                          | The Shadowhunter’s Codex            | 29. Okt. 2013                 | 4. Mär. 2014                  |
| 3    | Legenden der Schattenjäger-Akademie              | Tales from the Shadowhunter Academy | 17. Feb. – 17. Nov. 2015      | 22. Apr. – 16. Dez. 2015      |
| 4    | Die Geheimnisse des Schattenmarktes: Erzählungen | Ghosts of the Shadow Market         | 4. Juni 2019                  | 21. Oktober 2019              |

## Kritiken
City of Bones war bei seinem Erscheinen sehr beliebt und erreichte Platz 8 der The New York Times Best Seller list (Children's books) im April 2007. Publishers Weekly beschrieb City of Bones als „eine übersprudelnde urbane Fantasygeschichte, die so ziemlich jede Kreatur enthält, die im Fantasygenre bekannt ist“ („a sprawling urban fantasy packed with just about every type of creature known to the genre“). Locus pries das Buch als „sehr gut lesbaren Erstling“ („a highly readable first novel“). Eine Besprechung im School Library Journal bemerkte, dass das Buch eine Vielzahl an erzählerischen Schwächen hat, einschließlich von Figuren, die „sporadisch charakterisiert“ („sporadically characterized“) wurden und deren Verhalten vorhersehbar war. Trotzdem wurde anerkannt, dass das Buch unterhaltsam war und vom Leser eine Fortsetzung herbeigesehnt wurde. Holly Black, die Bestseller-Autorin der Bücher Die Spiderwick-Geheimnisse und Tithe: A Modern Faerie Tale, sagte, dass City of Bones „lustig, dunkel und sexy und eines ihrer Lieblingsbücher“ („Funny, dark, and sexy. One of my favorite books.“) war. Die Autorin Kelly Link sagte: „Es ist ein Kampf zwischen Vampiren und Werwölfen in Harlem, während sexy Dämonjägerinnen durch die Downtown-Clubs und Kaffeehäuser in Brooklyn streifen – City of Bones ist eine epische urbane Fantasygeschichte in bester vergnüglicher und verrückter Art.“ („It's vampires versus werewolves in Harlem, while sexy demon hunters prowl through downtown clubs and Brooklyn coffeehouses—City of Bones is epic urban fantasy at its demented, delightful best. Cassandra Clare is a genius.“)
City of Ashes wurde 2009 von der ALA Teen's Top Ten, einer Wahl der zehn besten Bücher des Jahres, nominiert, beim selben Wettbewerb erreichte City of Bones 2008 den sechsten Platz.
City of Glass erhielt auch wohlmeinende Kritiken, wie die von Booklist, die besagte: es gab „eine Menge Romantik, Verlust, Ehre und Verrat, um die Reise lohnend zu machen. Als erfahrene Geschichtenerzählerin bringt Clare die Handlung schnell zu einem zufriedenstellenden Ende“ („plenty of romance, loss, honor, and betrayal to make the journey worthwhile. An experienced storyteller, Clare moves the plot quickly to a satisfying end“). School Library Journal schrieb: „Obwohl die Geschichte durch die Vorhersehbarkeit und die aufgeblasene Schreiberei beeinträchtigt wird, setzt Clare ihr Talent für das Mixen hippen modernen Humors mit traditioneller Fantasy fort und die Fans, die begierig das Ende erwarten, werden mehr als zufriedengestellt.“ („Though the story is hampered by predictability and overblown writing, Clare continues her talent for mixing hip, modern humor with traditional fantasy, and fans eagerly awaiting the series conclusion should come away more than satisfied“).

## Verfilmungen

### Spielfilm
Im Jahr 2013 wurde der erste Teil der Reihe von Harald Zwart als Chroniken der Unterwelt – City of Bones verfilmt. Die Rolle der Clary Fray übernahm darin Lily Collins, die Rolle des Jace Wayland Jamie Campbell Bower. Deutscher Kinostart war der 29. August 2013.

### Fernsehserie
Von 2015 bis 2019 wurde die Romanreihe von ABC Family als Fernsehserie unter dem Titel Shadowhunters neu verfilmt. Als Hauptdarsteller der Serie wurde Dominic Sherwood für die Rolle des Jace Wayland ausgewählt, es folgten die Verpflichtungen von Alberto Rosende als Simon und Emeraude Toubia als Isabelle Anfang Mai 2015. Die Hauptrolle der Clary Fray übernahm Katherine McNamara.
Die Rolle des Alexander (Alec) Lightwood spielte Matthew Daddario, jene des Magnus Bane Harry Shum jr.